# IronDust
IronDust é um servidor de IRC usado por vários usuários de todos os pontos do globo, mas a língua principal é o inglês. 

## História
O servidor FOSSnet era comandado principalmente por bikcmp, que após um erro fatal no servidor, resolveu criar IronDust, do zero. Todos os usuários se mudaram para esse novo servidor IRC.
Atuualmente o canal mais famoso é #Terraria, onde existem chats sobre o jogo de mesmo nome. Terraria é um jogo que foi um grande sucesso no Steam Games, e pessoas de todo o mundo vão ao canal para discutirem sobre o assunto.
1. Canal brasileiro (Língua portuguesa e inglesa) []